# Кёутукейну
Кёутукейну (норв. Kautokeino, сев.‑саам. Guovdageaidnu) — коммуна в губернии Финнмарк в Норвегии. Административный центр — населённый пункт Кёутукейну. Площадь коммуны Кёутукейну — 9708,13 км², код-идентификатор — 2011.
В Кёутукейну находится Саамская высшая школа — высшее учебное заведение Норвегии, ориентированное на проблематику саамского населения Норвегии и других стран, а также на общие проблемы Арктики, в том числе в области экологии.

## Население и языки

Население коммуны за последние 60 лет

Население коммуны на 2007 год составляло 2947 человек.
На территории коммуны два языка являются официальными — норвежский (букмол) и северносаамский.

## Название
Нормализованная форма русского названия — Кёутукейну. На картах Роскартографии название встречалось как в форме Кёутокейно (1977), так и в форме Кёутукейну (1978). Саамское название Guovdageaidnu происходит от слов guovda «середина» и geaidnu «путь, дорога».

## История
В 1852 году в Кёутукейну произошёл вооружённый конфликт саамов с представителями норвежской администрации (см. волнения в Каутокейно). Этим драматическим событиям посвящён норвежский художественный фильм 2008 года.
С 26 по 29 марта 2012 года в Кёутукейну в здании Саамской высшей школы прошла Международная конференция тележурналистов коренных народов. В её рамках состоялись семинары и мастер-классы для журналистов, работающих в редакциях, вещающих на языках коренных народов. В конференции участвовали делегаты более десяти стран, в том числе от Канады, Финляндии, Швеции, России, США. В работе форума участвовал также принц Монако Альбер Второй.

## Города-побратимы
- Нарьян-Мар (Россия)[8]